# Maite Zubieta
Maite Zubieta Aranbarri (* 28. Mai 2004 in Busturia, Baskenland) ist eine spanische Fußballspielerin, die für den Athletic Club in der Liga F spielt und seit 2024 auch für die A‑Nationalmannschaft.

## Karriere

### Verein
Zubieta kam im Alter von 14 Jahren in das Lezama, die Jugendakademie von Athletic Bilbao und durchlief dort zwischen 2018 und 2023 die Jugend- sowie Reserveteams (Cadete, C‑Team, B‑Team). Am 3. Dezember 2022 gab sie im Alter von 18 Jahren ihr Ligadebüt im Erstligaspiel gegen Madrid CFF und gehörte sechs Wochen später erstmals der Startelf an. Im Mai 2023 erhielt sie einen bis ins Jahr 2025 datierten Profivertrag. In der Saison 2023/24 avancierte sie zur Stammspielerin und bestritt 32 Punktspiele, in denen sie 2100 Einsatzminuten aufwies.

### Nationalmannschaft
Zubieta debütierte im Oktober 2021 für die U19-Nationalmannschaft. Mit ihr gewann sie die U-19-Fußball-Europameisterschaft der Frauen 2022 in Tschechien und 2023 in Belgien sowie die U-20-Fußball-Weltmeisterschaft der Frauen 2022 in Costa Rica. Ihr Debüt in der A‑Nationalmannschaft gab sie am 29. November 2024 in Cartagena beim 5:0-Sieg im Freundschaftsspiel gegen die Nationalmannschaft Südkoreas. Ihr erster Startelfeinsatz erfolgte im zweiten Spiel der Gruppe A3 im Wettbewerb der Nations-League bei der 0:1-Niederlage gegen die Nationalmannschaft Englands am 26. Februar 2025 im Wembley-Stadion. 
Im Juni 2025 wurde sie für den spanischen A-Kader für die Euro 2025 nominiert. Im dritten Spiel der Gruppe B wurde sie beim 3:1-Sieg über die Nationalmannschaft Italien für Patricia Guijarro in der 87. Minute eingewechselt.

## Spielstil und Position
Zubieta ist vielseitig einsetzbar, sowohl als zentrale Mittelfeldspielerin als auch als zentrale Abwehrspielerin.

## Erfolge
- U20-Weltmeister 2022
- U19-Europameister 2022 (ohne Finaleinsatz), 2023